# Конвеър
Convair (произнася се Конвеър), съкратено от Consolidated Vultee Aircraft, е бивша американска самолетостроителна компания, основана през 1943 г. чрез сливането на „Vultee Aircraft“ и „Consolidated Aircraft“. Новообразуваният концерн става един от водещите производители в аерокосмическия отрасъл на САЩ.

## История
Компанията е основана през 1943 г. През 1953 г. Convair е купена от корпорацията General Dynamics. През 1994 г. по-голямата част от клоновете на Convair Division са продадени на компаниите McDonnell Douglas и Lockheed, а останалите окончателно са разформировани към 1996 г.

## Продукти
В своята история компанията Convair е произвела редица исторически за американската авиационна и космическа индустрия продукти. Нейно дело са бомбардировачът B-36 Peacemaker, изтребителите F-102 Delta Dagger и F-106 Delta Dart, известният пътнически реактивен самолет Convair 880, първите ракети-носители от семейството Атлас, ракетата-носител Атлас-Центавър и много други.